# Herpestes auropunctatus
La mangusta minore indiana (Herpestes auropunctatus Hodgson, 1836) è un carnivoro della famiglia degli Erpestidi originario dell'Asia meridionale. Fino a non molto tempo fa era raggruppata con la mangusta di Giava in un'unica specie, ma gli studi molecolari hanno dimostrato che i due taxa costituiscono in effetti due specie separate. A questa specie appartiene anche la mangusta del Bengala, da alcuni autori considerata come specie a parte (Herpestes palustris).

## Descrizione
La mangusta minore indiana presenta una lunghezza testa-corpo di 22–44 cm nei maschi e di 21-38,5 cm nelle femmine; la coda misura 15–33 cm. Pesa tra i 500 e i 1000 g. È una mangusta di piccole dimensioni, caratterizzata da una colorazione bruno-oliva o marrone scura con riflessi dorati. Ha un corpo slanciato con zampe corte, e il manto è breve e sericeo. Ciascun pelo, se esaminato, presenta tre anulature scure e solo due chiare. Gli esemplari che vivono nelle regioni settentrionali e più umide dell'areale presentano una colorazione marrone scura, più chiara sulle zampe, mentre le forme che vivono nel deserto possono presentare la regione ventrale di colore chiaro, o perfino biancastro. Le orecchie sono piccole e rotonde, il muso è allungato e presenta rinario scuro, e i piccoli occhi hanno l'iride marrone. I maschi sono più grandi delle femmine e hanno una testa più larga. Gli esemplari appartenenti alla sottospecie H. a. palustris, propria del Bengala Occidentale e talvolta considerata come specie a parte, hanno dimensioni inferiori e una zona di colore nero sul muso che si estende fino alla zona orbitale.

## Distribuzione e habitat
L'areale originario della mangusta minore indiana si estende dall'Iraq, attraverso il Pakistan e l'India del Nord, alla Birmania. Per tenere sotto controllo il numero degli animali nocivi, è stata introdotta in molte regioni, come numerose isole dei Caraibi, le regioni settentrionali del Sudamerica, alcune isole del Pacifico, tra cui le Hawaii e le Figi, e diverse isole croate.
La mangusta minore indiana è presente in un'intera varietà di habitat, tra cui foreste pluviali tropicali e altri tipi di aree boschive, oltre a spazi aperti come le distese erbose.

## Biologia
La mangusta minore indiana è un animale diurno che conduce generalmente un'esistenza solitaria, ma talvolta più individui rimangono insieme sotto forma di associazioni familiari sciolte. Di giorno abbandona la tana per andare in cerca di cibo. La dieta è costituita principalmente da insetti, ma in aggiunta anche da diversi vertebrati come piccoli mammiferi, uccelli, lucertole e serpenti, nonché da scorpioni e altri invertebrati e da frutta. Dal momento che le manguste sono in grado di muoversi rapidamente, attaccano anche serpenti velenosi, dei quali riescono a schivare gli attacchi. Tuttavia, le manguste non sono immuni al veleno. Esse lasciano che il serpente attacchi più volte, schivandone ogni volta le aggressioni, in modo che esso si stanchi, così da poterlo uccidere facilmente. Se durante la lotta la mangusta viene morsa, tuttavia, essa non si deve preoccupare, perché le brevi zanne del cobra non riescono a superare la spessa e folta pelliccia.
Dopo circa 50 giorni di gestazione la femmina partorisce da due a cinque piccoli. Essi sono svezzati a quattro o cinque settimane e raggiungono la maturità sessuale ad un anno di età.

## Tassonomia
Ne vengono riconosciute tre sottospecie:
- H. a. auropunctatus Hodgson, 1836, diffusa in India del Nord, Bangladesh, Nepal, Bhutan e Birmania, fino al fiume Salween.
- H. a. pallipes Blyth, 1845, diffusa nei deserti di India occidentale, Pakistan, Afghanistan, Iran, Iraq e nord dell'Arabia Saudita.
- H. a. palustris Ghose, 1965, propria del Bengala Occidentale.

## Conservazione
La mangusta minore indiana è abbastanza comune e non figura tra le specie in via di estinzione. L'Unione Internazionale per la Conservazione della Natura (IUCN) la classifica, sulla sua Lista Rossa delle specie minacciate, come specie «a rischio minimo» (Least Concern).
La mangusta minore indiana, inoltre, è stata introdotta dall'uomo in molte parti del mondo in cui originariamente non era presente. Così facendo, si pensava di poter tenere sotto controllo la piaga dei ratti. Tuttavia, tale misura ha portato a problemi ben più gravi, in quanto le manguste introdotte hanno iniziato ad attaccare i rappresentanti della fauna nativa, riducendone di molto il numero o causandone addirittura l'estinzione, e a compiere scorribande nei pollai, nonché a razziare le scorte di cibo e a trasmettere la rabbia e altre malattie. Sul Global Invasive Species Database figura tra le cento specie esotiche invasive più pericolose del mondo. Pertanto, in alcune regioni, essa è oggetto di apposite campagne di eradicazione portate avanti dai conservazionisti.
La mangusta minore indiana è stata inclusa nella Lista delle Specie Aliene Invasive dell'Unione Europea.